# Miettulanlahti
Miettulanlahti är en vik i Finland. Den ligger nära Kuivaniemi (Ijo kommun) i landskapet Norra Österbotten, i den centrala delen av landet, 600 km norr om huvudstaden Helsingfors.